# Gail Amundrud
Gail Amundrud, född 6 april 1957 i Toronto, är en kanadensisk före detta simmare.
Amundrud blev olympisk bronsmedaljör på 4 x 100 meter frisim vid sommarspelen 1976 i Montréal.